# Jean-Jacques Dessalines
Jean-Jacques Dessalines (20. září 1758 – 17. října 1806) byl vůdcem Haitské revoluce ve francouzské kolonii Saint-Domingue a vládcem nezávislého Haiti podle ústavy z roku 1801. Nejdříve byl uznáván jako generální guvernér, později přijal titul císař a vládl pod jménem Jakub I. Haitský. Je považován za jednoho ze zakladatelů Haiti.

## Mládí
Ve svém mládí byl Dessalines otrokem na kávovníkové plantáži francouzského plukovníka jménem Henri Duclos. Ujala se ho jeho teta Victoria Montou, rovněž otrokyně, ale velmi energická žena. Tetu Victorii velmi pobuřovaly těžké podmínky otroctví a práce na polích. Byla starší než Jean-Jacques a naučila jej způsobům boje člověka proti člověku. Později se sama účastnila válečných bojů pod přezdívkou Gran Toya. Zemřela v roce 1805.

## Vojenská kariéra

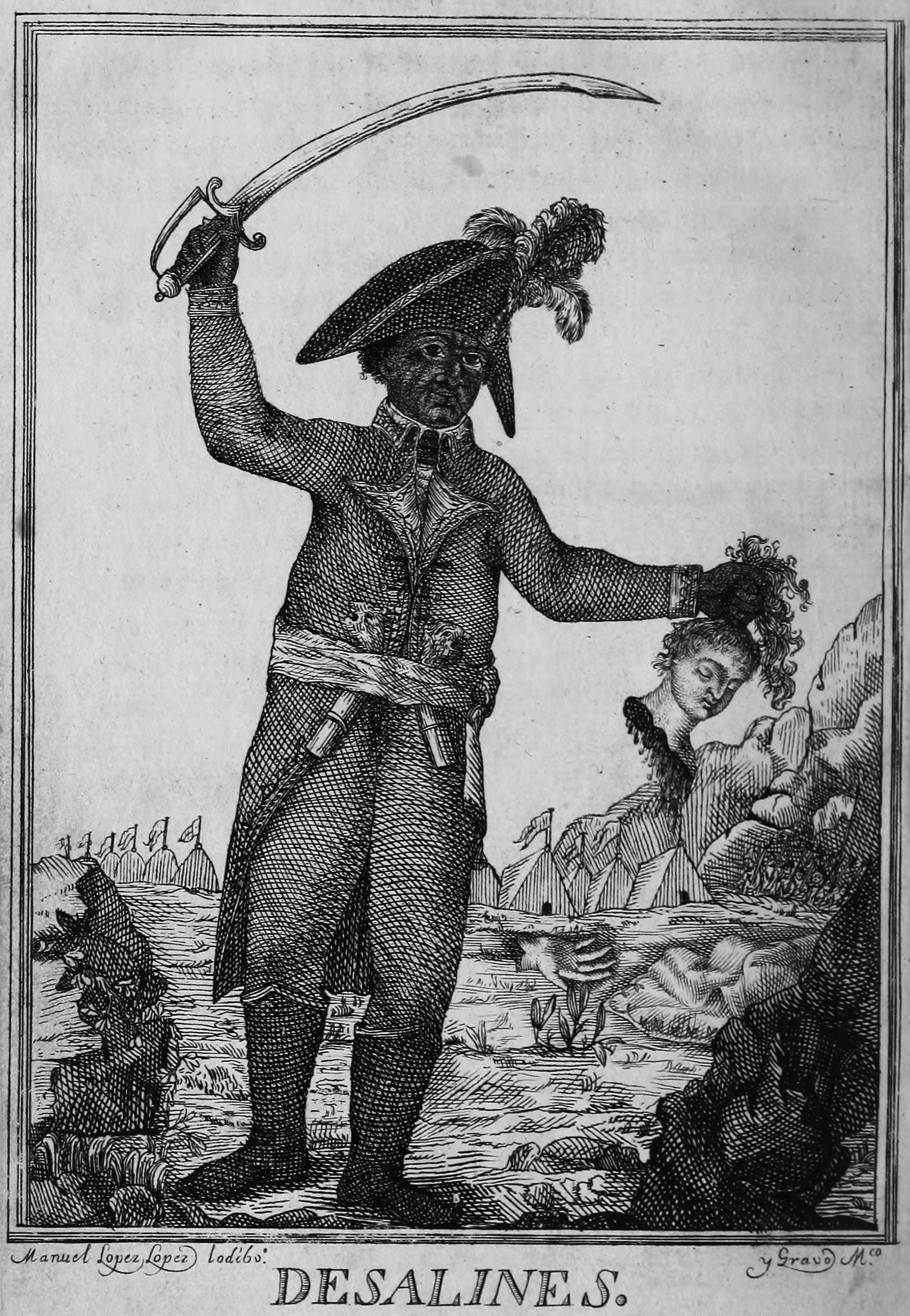
Jean-Jacques Dessalines – dobová kresba

Po Velké francouzské revoluci se Dessalines stal důstojníkem francouzské armády. Sloužil v ní, když byla kolonie ohrožována Brity a Španěly. Později se stal jedním z velitelů protifrancouzského povstání, které vyústilo v haitskou revoluci. Stejně jako vůdce revoluce Toussaint Louverture svedl mnoho úspěšných válečných střetnutí. Poté, co byl Toussaint Louverture v roce 1802 zajat a deportován do Francie (kde v roce 1803 zemřel ve věznici), stal se Dessalines novým vůdcem revoluce. V listopadu 1803 porazil vojsko vyslané Napoleonem Bonapartem v bitvě u Vertières.

## Nezávislost Haiti

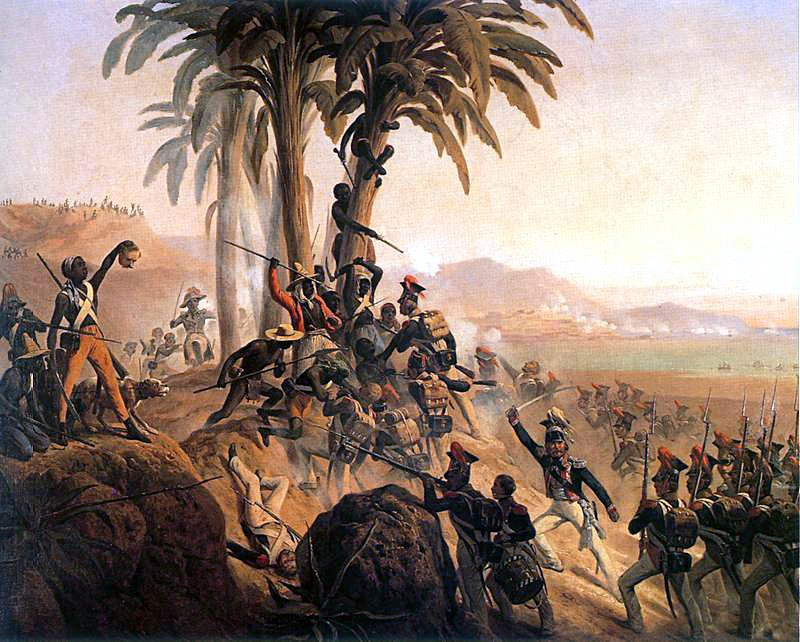
Bitva haitských povstalců s polskými legiemi v roce 1804

Dne 1. ledna 1804 vyhlásilo Haiti svoji nezávislost a stalo se tak prvním státem vzniklým ze vzpoury černých otroků. Dessalines byl radou generálů jmenován generálním guvernérem Haiti. Francie tak přišla o svoji tehdy nejvýnosnější kolonii. Současně to také byla první a na dlouhou dobu poslední velká Napoleonova porážka. Dne 22. února 1804 vydal Dessalines dekret, kterým oficiálně nařídil masakr bílého obyvatelstva a zabavení jejich majetku. Vraždění bylo oficiálně ukončeno dne 22. dubna 1804. Až na výjimky (lékaři, kněží, polští dezertéři z francouzské armády, němečtí osadníci), bylo bílé obyvatelstvo během dvou měsíců vyvražděno, včetně žen a dětí. Sám císař Desallines byl v roce 1806 zavražděn.

## Smrt císaře

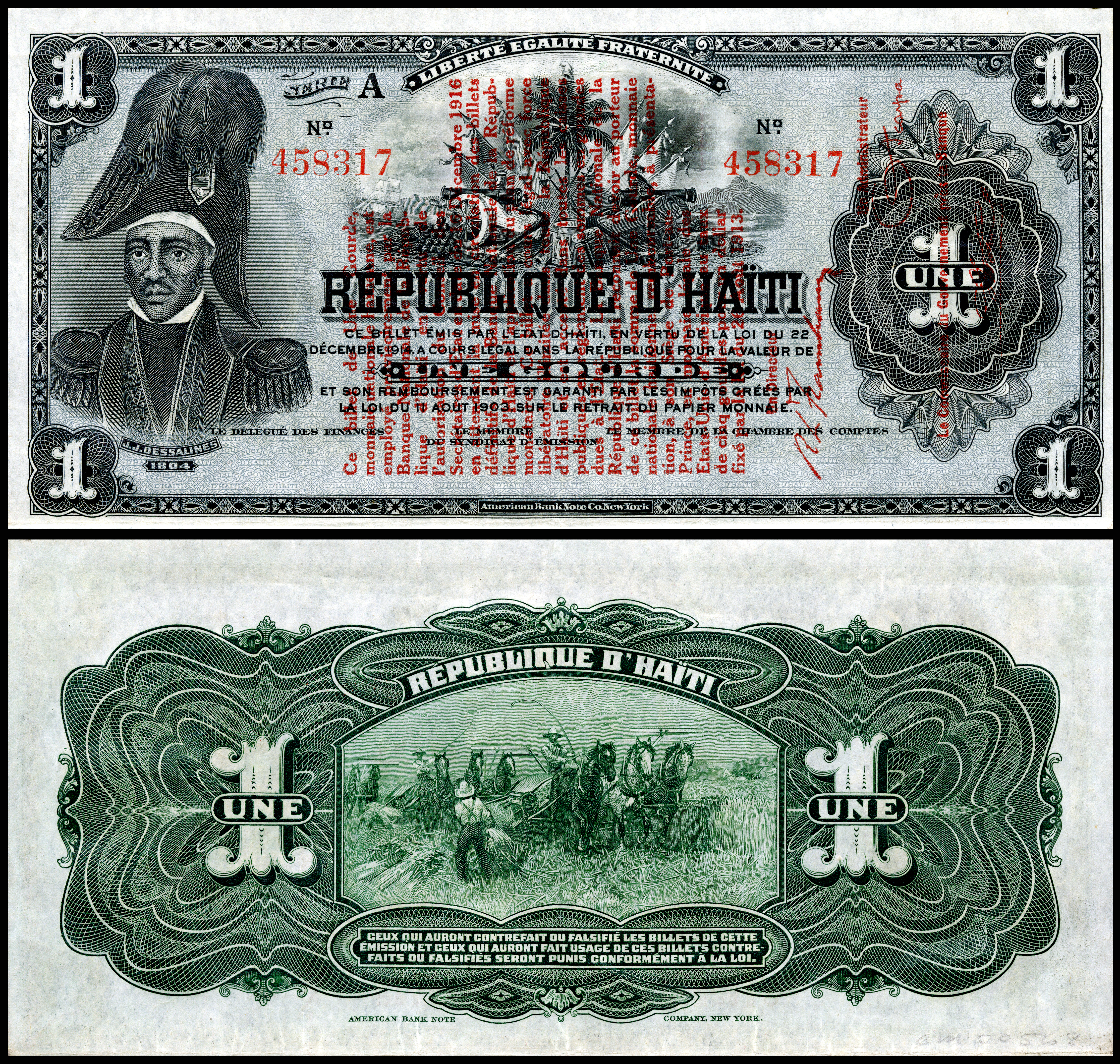
Haitský gourde z roku 1916 zobrazující Jeana-Jacquese Dessalinese

V důsledku rozporů mj. v otázkách zemědělské politiky se proti císaři Jakubovi I. spikli čtyři jeho blízcí spolupracovníci. Dessalines byl zastřelen na mostě tehdy zvaném Pont Larnage, dnes v obci Pont-Rouge (severně od Port-au-Prince), dne 17. října 1806. Mezi spiklenci byli Bruno Blanchet a Alexandre Pétion, dva pozdější prezidenti Republiky Haiti, která byla po smrti císaře vyhlášena.